# Lega della Libertà Popolare Anti-Fascista
La Lega di Libertà Popolare Anti-Fascista (LLPAF) fu, tra il 1945 e il 1962, la maggiore coalizione di partiti politici della Birmania. Era composta dall'Esercito Nazionale Birmano, dal Partito Socialista della Birmania e dal Partito Comunista della Birmania (poi espulso).

## Storia

### Lotta per l'indipendenza
Nel marzo 1945, Aung San e il suo Esercito Nazionale Birmano guidarono un'insurrezione generale contro il governo fantoccio di Ba Maw, sostenendo la legittimità di un governo provvisorio di unità nazionale guidato da U Soe, segretario generale del Partito Comunista della Birmania. Visti i comuni interessi contro il Giappone, l'Organizzazione Anti-Fascista fece accordi con la Gran Bretagna per combattere insieme il nemico comune e si trasformò nella Lega di Libertà Popolare Anti-Fascista. Aung San, che lasciò l'esercito nel 1946, ne divenne presidente e leader riconosciuto.
Benché la LLPAF fu indicata come un partito politico, essa era più correttamente un fronte popolare. I suoi obiettivi consistevano nell'ottenere l'indipendenza dal Giappone prima e dalla Gran Bretagna poi, quindi costruire una Birmania democratica e libera. L'influenza dei comunisti era considerevole, visto tra l'altro che Than Tun, dirigente del PCB, ne fu il primo segretario generale.
Fin dall'inizio, tuttavia, la LLPAF fu attraversata da gravi divisioni sulla natura dell'indipendenza e gli scopi del governo provvisorio. Quando Aung San e i socialisti accettarono i seggi offerti nel Consiglio Esecutivo dal governatore della Birmania, Sir Hubert Rance, questa scelta fu fortemente criticata dai comunisti, poiché la videro come una capitolazione all'imperialismo. Queste divergenze portarono alle dimissioni forzate di Than Tun nel luglio 1946 e all'espulsione del PCB il 2 novembre.
In settembre, Aung San divenne presidente del Comitato Esecutivo (quindi de facto primo ministro), mentre la LLPAF giunse effettivamente al governo al fianco degli inglesi. Durante la Conferenza di Panglong, nel 1947, Aung San negoziò l'indipendenza della Birmania dalla Gran Bretagna e, finalmente, riuscì ad ottenerla. Tuttavia, non poté vedere il frutto del suo lavoro, in quanto venne assassinato nel luglio dello stesso anno.
U Nu, succeduto ad Aung San alla guida della LLPAF, divenne primo ministro nel gennaio 1948, dopo la messa in atto dell'indipendenza.

### La guerra civile
Appena dopo l'indipendenza, il Partito Comunista della Birmania e le organizzazioni nazionaliste delle minoranze etniche lanciarono una guerra civile contro il governo birmano; i comunisti volevano instaurare un governo popolare simile a quello cinese, mentre i nazionalisti volevano ottenere l'indipendenza degli Stati abitati dalle minoranze etniche.
Per di più, gli ex sostenitori di Aung San, organizzatisi nell'Organizzazione Volontaria del Popolo, abbandonarono la LLPAF e si unirono ai comunisti nella guerra civile. Poco dopo la deposizione del generale Smith Dun, un karen, dalla carica di capo di Stato Maggiore del Tatmadaw, anche l'Unione Nazionale Karen intraprese la lotta armata.

### Governo e scissioni
Fino al 1962 (con la breve parentesi fra il 1958 e il 1960 del governo provvisorio di Ne Win), la LLPAF e U Nu rimasero saldamente al potere.
Le elezioni del 1956 rappresentarono uno smacco per la LLPAF, in quanto il suo principale partito d'opposizione legale, il Fronte Unito Nazionale, ottenne il 37% dei voti e aumentò notevolmente i propri seggi in Parlamento. Questo e il fallimento delle trattative di pace con le varie guerriglie portarono, nel 1958, ad una spaccatura fra due fazioni: una, guidata da U Nu, che voleva continuare a governare, e un'altra, guidata da Ba Swe (con il sostegno del Partito Socialista della Birmania), i cui ministri rassegnarono le dimissioni.
Questa spaccatura portò ad un voto di sfiducia che U Nu sconfisse per soli 8 voti. La grave situazione portò comunque U Nu a dimettersi e a nominare un governo provvisorio guidato dal generale Ne Win che si occupasse di assicurare il regolare svolgimento delle elezioni del 1960.
Tali elezioni videro nuovamente la vittoria della LLPAF, ma questa volta ebbe la meglio la fazione di U Nu, riorganizzatasi nel Partito dell'Unione, a svantaggio del Partito Socialista.
Solo due anni dopo, nel marzo 1962, Ne Win si impadronì del potere con un colpo di Stato militare e fece arrestare tutti i dirigenti della LLPAF. Nel 1964, la LLPAF fu definitivamente sciolta, in quanto un emendamento alla Costituzione instaurò un regime mono-partitico con alla testa il Partito del Programma Socialista della Birmania.

## Presidenti
- Aung San (1946-1947)
- U Nu (1947-1964)

## Segretari generali
- Than Tun (1945-1947)
- Kyaw Nyein (1947-1964)